# Mairiporã
Mairiporã ist eine brasilianische Stadt im Bundesstaat São Paulo. Sie liegt nördlich der Stadt São Paulo in der Serra da Cantareira und gehört zur Metropolregion São Paulo. Die 80.920 Einwohner (2010) verteilen sich auf einer Fläche von 321,5 km², woraus eine Bevölkerungsdichte von 251,7 Einwohnern/km² resultiert.

## Name
Der Name der Stadt leitet sich aus der Tupi-Sprache her, in der „mairy'poranga“ so viel bedeutet wie „schöne Stadt“ oder „schönes Dorf“.